# Pándy Piroska
Pándy Piroska (Salgótarján, 1962. június 8. –) Liszt Ferenc-díjas magyar opera-és operetténekesnő (szoprán), érdemes művész.

## Életpályája
1985-ben végezte el a Konzervatóriumot. 1986 és 1990 között a Fővárosi Operettszínház tagja volt. 1990 és 1996 között az Interoperettnél szerepelt, amelynek alapító tagja. 1993 és 1998 között a Münchener Opernbühne, 1998 és 2000 között az Operhof, majd 2001 - 2002-ben Fürstbischofliches Opernhaus foglalkoztatta.
2002-ig a Passau város által létrehozott nemzetközi Verdi Gála tagja volt. 2003 és 2004 folyamán operett-turnén vett részt az USA-ban, New Yorktól Chicagóig.
Számos koncertet adott Izraelben, Franciaországban, Belgiumban és Svájcban.

## Díjai, elismerései
- Bajor kritikusok Ezüstrózsa díja
- Príma-díj[forrás?]
- Madách-díj[forrás?]
- Liszt Ferenc-díj (2014).
- A Magyar Érdemrend lovagkeresztje (2018)[1]
- Érdemes művész (2024)

## Fontosabb szerepei
- Mozart: Varázsfuvola - Pamina, Első dáma
- Mozart: Figaro házassága - Grófnő
- Webber: A Bűvös vadász - Agatha
- Lehár: A víg özvegy, A mosoly országa - Liza
- Strauss: Cigánybáró, Bécsi vér, Denevér - Rozalinda
- Verdi: Álarcosbál - Amélia, Verdi: Traviata - Violetta
- Ernst Krenek: A Diktátor - Scharlotte

## Jelenlegi szerepei a Madách Színházban
- Webber: Az Operaház Fantomja - Carlotta Giudicelli
- Disney - Cameron Mackintosh: Mary Poppins - Andrews kisasszony